# Laxtjärnen (Malå socken, Lappland, 726610-161540)
Laxtjärnen är en sjö i Malå kommun i Lappland och ingår i Skellefteälvens huvudavrinningsområde.